# الشرنقة (مجلة)
مجلة الشرنقة Chrysalis هي مجلة نسوية تهتم بثقافة المرأة طُبعت من عام 1977 إلى عام 1980. تأست المجلة التي حررتها كلٌ من كيرستن غريمستاد وسوزان ريني في مبنى النساء في وسط مدينة لوس أنجلوس. ازدهرت مجلة الشرنقة Chrysalis على يد مجهودات غريمستاد وريني في نشر المصادر عن المساعدة الذاتية، وطرق اعتماد المرأة على نفسها بالعصر الحديث من خلال كُتيب وكتالوج منشوران خصيصًا من أجل هذا. تميزت مجلة الشرنقة Chrysalis عن المنشورات النسوية الأخرى من خلال التكامل العضوي للسياسة والأدب والدراسات الثقافية والفنية. تم إنتاج المجلة من خلال عملية جماعية انبثقت عن الممارسة النسائية لرفع الوعي. يكشف المؤلفون والشعراء وكتاب المقالات والباحثون الذين يساهمون في المجلة النقاب عن أصحاب الأقلام الزكية في الحركة النسوية: الناشطة السوداء أودري لورد محررة الشعر بالمجلة، وروبن مورغان التي عملت لاحقًا كمحررة لمجلة مس من عام 1990 إلى عام 199، والشاعرة الحائزة على جائزة أدريان ريتشالروائية مارج بيرسي، والفناة جودي شيكاغو؛ وكاتبة الخيال العلمي جوانا روس، والناقدة الفنية لوسي ليبارد، بالإضافة إلى ماري دالي ودولوريس هايدن وأندريا دوركين ومارلين هاكر وأرلين رافين وإليزابيث جانواي. أنتج جميع الموظفين المتطوعين على مدى ثلاث سنوات عشر إصدارات قبل أن يتم إجبارهم على حل المجلة في عام 1981 بسبب الصعوبات المالية.
على غرار دار الساحل الشرقي للنشر الذي تأسس في نفس العام، ساعدت مجلة الشرنقة الحركة النسوية في الموجة النسوية الثانية. تقارن مؤرّخة الفنّ جيني سوركين إرث الاثنين، حيث كتبت «بينما تظل دار الساحل الشرقي هي لأكثر شهرةً وانتشارًا، إلا أن مجلة الشرنقة كان لديها قاعدة جماهيرية أوسع غطت من خلالهم القضايا التقدمية التي أثّرت على المجتمع النسائي بشكل عام دون النظر إلى وجهة نظر المعزولة عن عالم الفن فقط أوالسياسة أو».
وصف محررو مجلة الشرنقة Chrysalis المجلة بأنها «وسيلة لاستكشاف التغيرات الجذرية التي تبادر بها النساء في المجالات النظرية والتطبيقية.» استكشفت المجلة مجموعة واسعة من الموضوعات بما في ذلك: علم البيئة؛ وفرويد والاعتداء الجنسي على الأطفال والمواد الإباحية والنظرية النسوية والدين ومثليات الجنس والفن النسائي والأدب والحياة المحلية للمرأة. نشر المجلد 7 مقالة أدريان ريتش المهمة «عدم الولاء للحضارة»: النسوية، العنصرية، وكراهية الأطفال.